# Sissone-Sprung

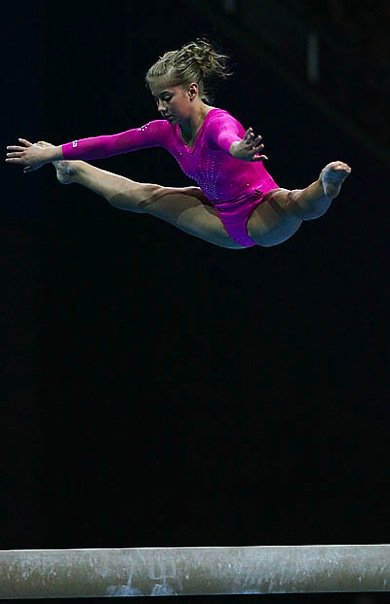
Sissone-Sprung auf dem Schwebebalken

Der Sissone-Sprung ist ein einfacher Sprung aus dem Bereich des Balletts und des Turnens.
Benannt ist der Sprung nach dem französischen Adeligen François César de Roussy, Conte de Sissonne, der im 17. Jahrhundert diesen Sprung in den Tanz eingeführt haben soll.
Die Ausgangsposition für diesen Sprung sind geschlossene, leicht gebeugte Beine. Aus dieser Position wird beidbeinig abgesprungen und die Beine werden mit einem möglichst großen Spreizwinkel explosiv geöffnet. Die Landung erfolgt daraufhin einbeinig, wobei das hintere Bein in der Luft kurz gehalten werden soll und dann erst neben dem Standbein aufgesetzt wird. Außerdem sollte bei der Landung beachtet werden, dass das Bein, auf dem gelandet wird, im Knie leicht gebeugt wird, um den Sprung besser abfedern zu können.

Sissone-Sprung (split leap) im Ballett

Der Sprung wird häufig in der Verbindung mit anderen Sprüngen geturnt und kann sowohl beim Bodenturnen als auch auf dem Schwebebalken gezeigt werden.